# Estación Cassaffousth
Cassaffousth es una estación de ferrocarril ubicada en la localidad de San Roque, Provincia de Córdoba, Argentina.

## Servicios
Es una de las estaciones intermedias del servicio interurbano que presta la empresa estatal Trenes Argentinos Operaciones del denominado Tren de las Sierras entre Alta Córdoba y Capilla del Monte. Presta dos servicios ida y vuelta cada día hábil entre cabeceras.
Las vías por donde corre el servicio, corresponden al Ramal A1 del Ferrocarril General Belgrano.

## Ubicación
Se encuentra a orillas del Lago San Roque.

## Toponimia
Debe su nombre a Carlos Cassaffousth, quien fuera un ingeniero argentino, famoso por llevar a cabo la construcción del primer dique San Roque en 1890.